# Chloridolum radiatum
Chloridolum radiatum är en skalbaggsart som beskrevs av Francis Polkinghorne Pascoe 1869. Chloridolum radiatum ingår i släktet Chloridolum och familjen långhorningar.
Artens utbredningsområde är Sarawak. Inga underarter finns listade i Catalogue of Life.